# Stefan Simonsson
Stefan Simonson, né le 5 janvier 1960 à Hyltebruk, est un ancien joueur suédois de tennis.

## Palmarès

### Finale en simple messieurs
| No | Date       | Nom et lieu du tournoi                  | Catégorie | Dotation | Surface      | Vainqueur        | Score         |  |
| -- | ---------- | --------------------------------------- | --------- | -------- | ------------ | ---------------- | ------------- |  |
| 1  | 10-05-1982 | Tournoi de tennis de Florence, Florence |           | 75 000 $ | Terre (ext.) | Vitas Gerulaitis | 4-6, 6-3, 6-1 |  |

### Titres en double messieurs
| No | Date       | Nom et lieu du tournoi                   | Catégorie | Dotation | Surface      | Partenaire     | Finalistes                        | Score    |  |
| -- | ---------- | ---------------------------------------- | --------- | -------- | ------------ | -------------- | --------------------------------- | -------- |  |
| 1  | 19-09-1983 | Grand Prix Passing Shot Bordeaux         |           | 75 000 $ | Terre (ext.) | Magnus Tideman | Francisco Yunis Juan Carlos Yunis | 6-4, 6-2 |  |
| 2  | 22-07-1985 | Tournoi de tennis des Pays-Bas Hilversum |           | 80 000 $ | Terre (ext.) | Hans Simonsson | Carl Limberger Mark Woodforde     | 6-3, 6-4 |  |

### Finale en double messieurs
| No | Date       | Nom et lieu du tournoi               | Catégorie | Dotation | Surface         | Vainqueurs                 | Partenaire       | Score         |  |
| -- | ---------- | ------------------------------------ | --------- | -------- | --------------- | -------------------------- | ---------------- | ------------- |  |
| 1  | 14-11-1983 | Tournoi de tennis de Ferrare Ferrare |           | 75 000 $ | Moquette (int.) | Bernard Mitton Butch Walts | Stanislav Birner | 7-6, 0-6, 6-3 |  |